# Subisotoma navacerradensis
Subisotoma navacerradensis är en urinsektsart som först beskrevs av Selga 1962.  Subisotoma navacerradensis ingår i släktet Subisotoma, och familjen Isotomidae. Arten är reproducerande i Sverige.